# Falling Sogn
Falling Sogn er et sogn i Odder Provsti (Århus Stift).
I 1800-tallet var Falling Sogn anneks til Ørting Sogn. Begge sogne hørte til Hads Herred i Aarhus Amt. Ørting-Falling sognekommune blev ved kommunalreformen i 1970 indlemmet i Odder Kommune.
I Falling Sogn ligger Falling Kirke.
I sognet findes følgende autoriserede stednavne:
- Amstrup (bebyggelse)
- Amstrup Skov (bebyggelse)
- Bavnbjerg (areal)
- Falling (bebyggelse, ejerlav)
- Falling Mark (bebyggelse)
- Falling Skov (bebyggelse)
- Halkær Mark (bebyggelse)
- Hestehave (areal)
- Jensnæs (areal)
- Lundhof (bebyggelse)
- Spåkær (areal)
- Stolpehøj (areal)
- Tyrmose (areal)
- Uldrup Bakker (areal)
- Herregården Åkær (ejerlav, landbrugsejendom)
- Åkær Huse (bebyggelse)
- Ålstrup (bebyggelse, ejerlav)
- Ålstrup Mark (bebyggelse)